# Darwinulidae
Darwinulidae is een familie van kreeftachtigen uit de klasse van de Ostracoda (mosselkreeftjes).

## Geslachten
- Alicenula
- Darwinula
- Penthesilenula Rossetti & Martens, 1998